# Kiruna
Kiruna város Svédországban, Norrbotten megyében. Kiruna község székhelye. Neve a számi Giron szóból ered, amely az alpesi hófajd neve. A város címerében a madár mellett a vas szimbóluma található, mivel a vasércbányászat jelentős szerepet játszik a város gazdaságában.

## Földrajz
A város az északi sarkkörtől 145 km-re északra fekszik, így nyáron körülbelül május 30-ától július 15-éig nem nyugszik le a nap. A sarki éjszaka néhány héttel rövidebb, december 13-ától január 5-éig tart.
A várost érinti a világörökség részét képező Struve földmérő vonal.
| Hónap                                                     | Jan.  | Feb.  | Már.  | Ápr. | Máj. | Jún. | Júl. | Aug. | Szep. | Okt.  | Nov.  | Dec.  | Év   |
| --------------------------------------------------------- | ----- | ----- | ----- | ---- | ---- | ---- | ---- | ---- | ----- | ----- | ----- | ----- | ---- |
| Átlagos max. hőmérséklet (°C)                             | −11,1 | −8,9  | −4,8  | −0,9 | 8,1  | 14,8 | 17,9 | 14,8 | 9,7   | −2,1  | −6,7  | −8,9  | 1,9  |
| Átlaghőmérséklet (°C)                                     | −16,9 | −17,4 | −12,7 | −5,2 | 3,4  | 9,6  | 12,0 | 9,8  | 4,6   | −6,4  | −8,1  | −15,8 | −3,5 |
| Átlagos min. hőmérséklet (°C)                             | −21,0 | −22,0 | −18,0 | −9,3 | −1,9 | 5,1  | 7,0  | 5,4  | −0,5  | −10,8 | −13,4 | −19,9 | −8,2 |
| Átl. csapadékmennyiség (mm)                               | 30    | 25    | 26    | 27   | 33   | 48   | 86   | 73   | 49    | 47    | 41    | 34    | 519  |
| Forrás: Swedish Meteorological and Hydrological Institute |       |       |       |      |      |      |      |      |       |       |       |       |      |

## Történelem
A második világháború alatt nagy mennyiségű vasércet szállítottak Észak-Svédországból vasúton a keleti partra, és onnan tovább Németországba.
Kiruna 1948-ban városi rangot kapott, azonban az 1970-es közigazgatási reform eltörölte ezt a címet.

## Gazdaság
A terület legfontosabb gazdasági ágazata a vasércbányászat. A város nagyban függ az LKAB bányatársaságtól.
Az elmúlt években több kísérletet tettek a bányászattól való függőség enyhítésére, támogatva a tudomány, a kutatás-fejlesztés és a kormányzati funkciók erősítését.
A község területén található az Európai Űrügynökség ESTRACK Kiruna állomása, valamint az Esrange rakétakilövő-állomás és egy EISCAT állomás. Itt fog működni Spaceport Sweden néven a Virgin Galactic európai űrrepülőtere.

## Városfejlesztés
2004-ben az LKAB állami bányatársaság kezdeményezte a város rendezési tervének módosítását a föld alatti bányászati tevékenység kiterjesztésére hivatkozva, mely hatással van a város alatti talaj állékonyságára. A következő 20–25 évben a bányászat okozta talajsüllyedés mintegy 2500 lakást és 200 000 m²-nyi kereskedelmi, iroda, oktatási és egészségügyi létesítményt érint majd. Kiruna község tanácsa ugyanabban az évben megkezdte az új rendezési terv kidolgozását, melyet 2007-ben hagytak jóvá; e szerint új városközpontot építettek volna a jelenlegi várostól északnyugatra, a Luossavaara hegy lábánál.
Az időközben felmerült új ismeretek alapján a tervet 2010-ben átdolgozták. Ez alapján a városközpont, az új lakóterület és a közszolgáltatások java része a mai városközponttól 3 km-re keletre kerül áthelyezésre. Az erről szóló döntést 2011-ben hozták meg.
2012-ben Kiruna község és a Kirunabostäder városfejlesztő cég építési területeket értékesített az LKAB-nek. Elkészült az új vasútvonal a Kiirunavaara hegy mögött; 2013-ban a régi vasútállomást bezárták, és egy ideiglenes állomás vette át a helyét; egy évre rá lebontották a vasút felett átívelő hidat is. Az új városközpontra és az új városházára építészeti tervpályázatot bonyolítottak le; a városháza alapkövét 2014-ben tették le. Az első lakóépületeket érintő bontások 2015-ben kezdődtek az Ullspiran városrészben; ekkor készült el a 870-es út új nyomvonala is.
A kevés történelmi épületet átszállítják az új városközpontba; az első nyolc épület szállítását 2017-ben kezdték meg. A fatemplomot deszkákra bontva és az új helyszínen újra felépítve telepítik át.
A 13180 m²-es új városháza volt az első épület az új városközpontban. 2018-ban adták át. 
Egy vasércbánya bővítése miatt 2025 augusztusában a város 1912-ben vörösfenyőből épült, 672 tonnás lutheránus templomát 5 kilométerrel arrébb szállították. Azonban nem ez az egyetlen épület, amelyet áthelyeznek, hanem új városközpontot hoztak létre. 2022 szeptemberében 1-jén nyílt meg a kiskereskedelmi központ az új kereskedelmi negyedben, a város régi központjától mintegy 3 kilométerre keletre. 2025-ig 23 kulturális emléket helyeztek át.

## Közlekedés

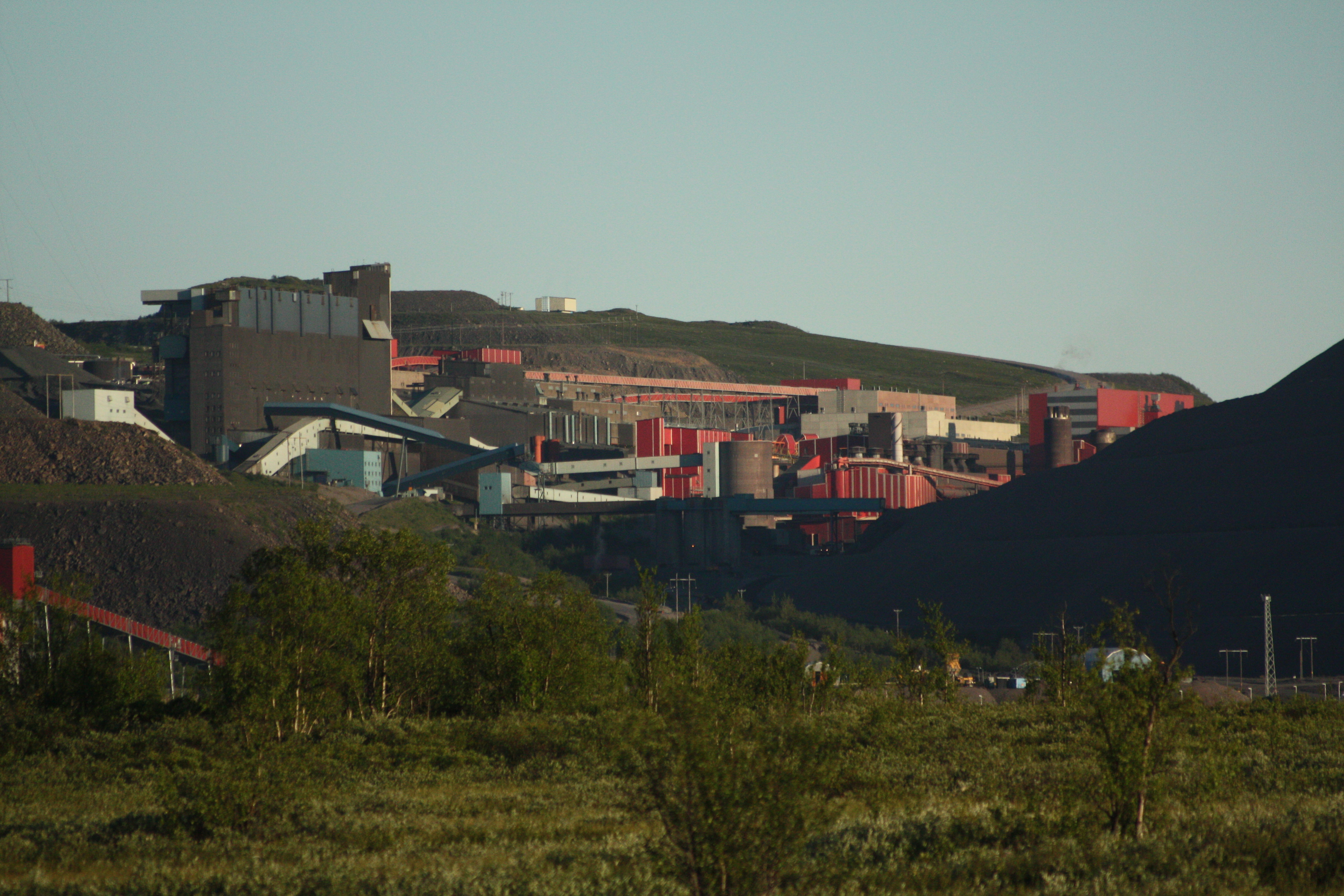
Az LKAB bányatársaság vasércfeldolgozó üzeme a Kiirunavaara hegy nyugati oldalán

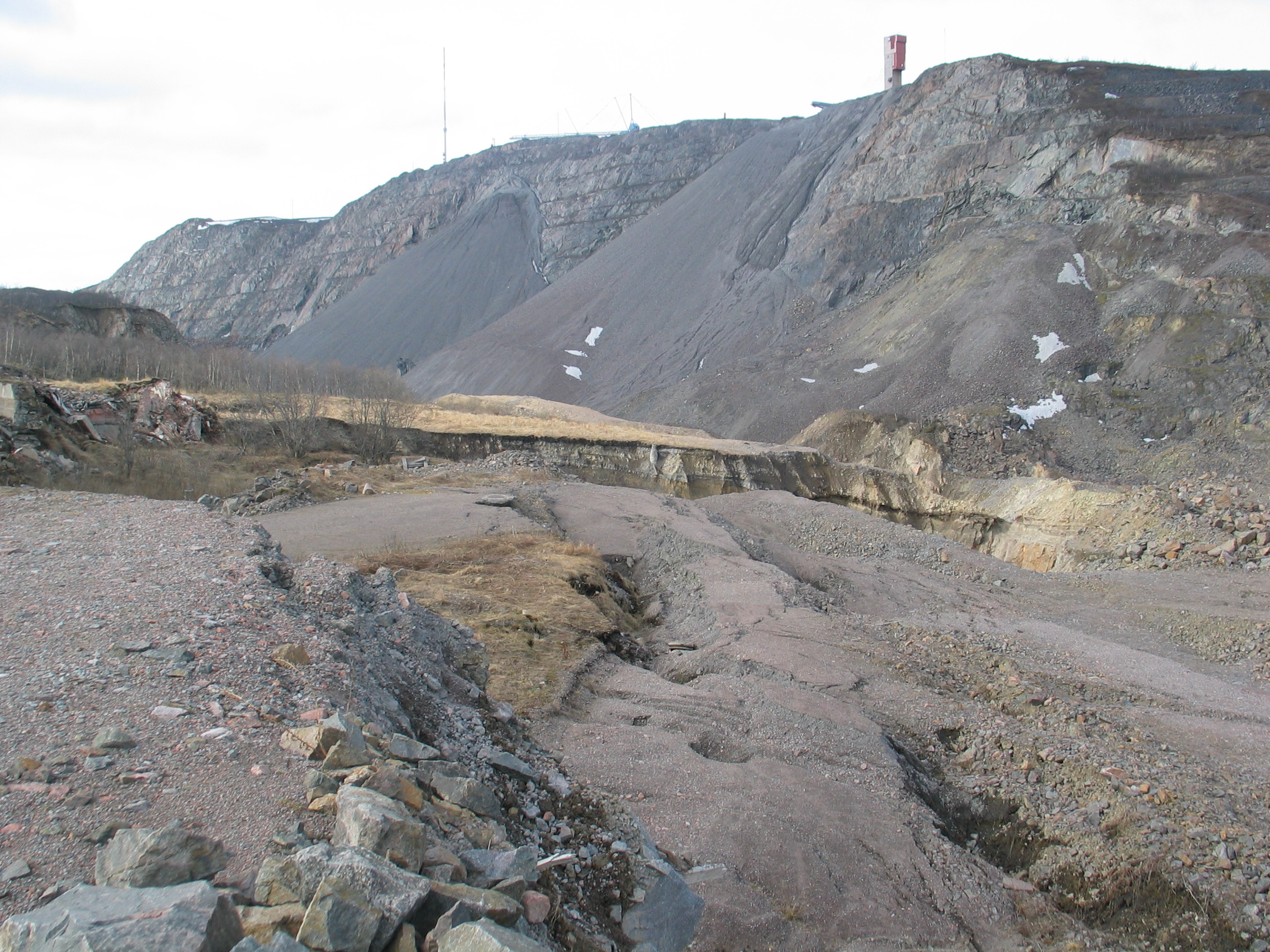
A kiirunavaarai vasércbánya

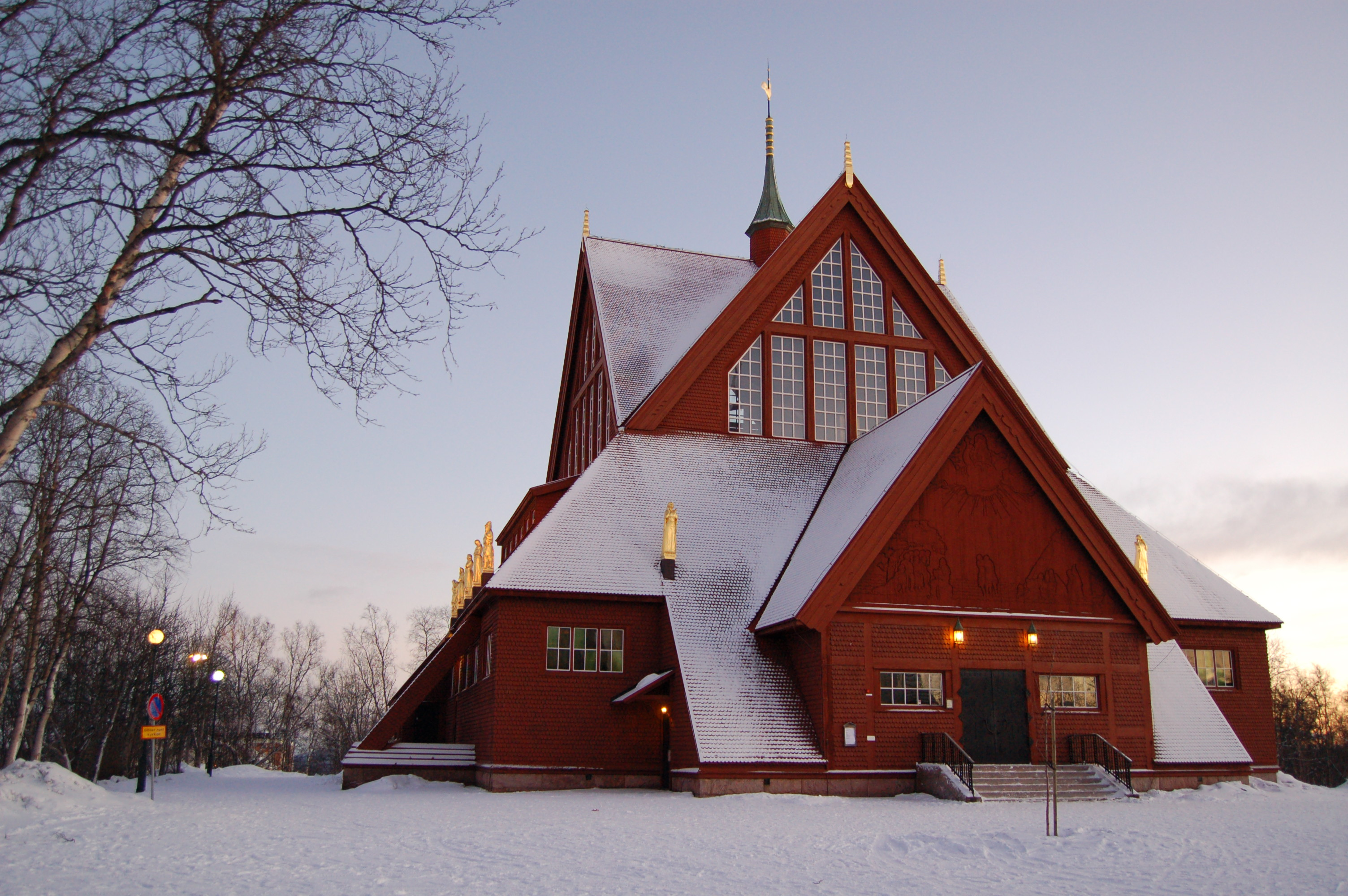
A templom

Kiruna közúton (E10-es európai út), vasúton és légi úton (Kirunai repülőtér) is megközelíthető.
A városon áthalad a Malmbanan nevű vasútvonal, amelyen nyugati irányban a norvégiai Narvik érhető el (a város vasúton csak Kirunán keresztül érhető el, a norvég vasúthálózathoz közvetlenül nem csatlakozik), keleti irányban pedig Gällivare és Luleå, illetve a csatlakozó svéd vasútvonalak.

## Turizmus
A város legfőbb látnivalója az 1912-ben épült templom, amely Svédország egyik legnagyobb faépülete. A templom külseje neogótikus stílusban épült, oltára pedig szecessziós.

## Népesség
A település népességének változása:
| Lakosok száma | 19 148 | 18 154 | 18 148 | 17 037 | 17 002 | 16 936 | 16 835 | 16 661 | 17 513 | 17 284 |
|               | 2000   | 2005   | 2010   | 2015   | 2016   | 2017   | 2018   | 2019   | 2020   | 2023   |

## Testvérvárosok
- Narvik, Norvégia
- Arhangelszk, Oroszország

## Fordítás
- Ez a szócikk részben vagy egészben a Kiruna című angol Wikipédia-szócikk ezen változatának fordításán alapul.  Az eredeti cikk szerkesztőit annak laptörténete sorolja fel. Ez a jelzés csupán a megfogalmazás eredetét és a szerzői jogokat jelzi, nem szolgál a cikkben szereplő információk forrásmegjelöléseként.